# Leonardo Rucabado
Leonardo Rucabado Gómez  (Castro-Urdiales, Cantabria, 25 de febrero de 1875 – ibídem, 11 de noviembre de 1918) fue un arquitecto español.

## Biografía
Leonardo Rucabado nació en Castro Urdiales, Cantabria, en 1875.  Se educó y estudió el bachillerato en Santander y Bilbao. Se trasladó a Barcelona para estudiar la carrera de Arquitectura entre los años 1891 y 1900. En 1905 obtuvo también el título de Ingeniero Industrial, de cuya escuela fue profesor hasta su muerte debido a la gripe "española".
Terminados sus estudios se estableció en Bilbao donde trabajó durante algunos años junto al gran arquitecto vasco Severino Achúcarro. En esta época construyó numerosas obras, principalmente casas en el barrio de Indautxu. Entre ellas es destacable la casa de Escauriaza (1909), una mansión en la cual Rucabado combinó diversos estilos europeos muy a la moda de la época. En la plaza de Indautxu erigió asimismo la Iglesia de Nuestra Señora del Carmen (1911). Combinó estas obras bilbaínas con otras en su ciudad natal, donde construiría en 1901 una casa, en la Plaza del Ayuntamiento, con influencia modernista. Será asimismo uno de los arquitectos, en la segunda generación de constructores, del Ensanche barcelonés. 
Una figura clave del movimiento arquitectónico regionalista en general y la arquitectura cántabra en particular, que surgió en torno a la crisis del 98, la obra de Rucabado es especialmente interesante por la originalidad de su riguroso, a la vez que exuberante, historicismo.
Seguidor de las doctrinas de Antoni Rovira i Rabassa, de Lluís Domènech i Montaner y de Josep Puig i Cadafalch, defendió el espíritu nacional y el pasado regionalista como fuente de inspiración para la arquitectura.
Dentro de esta corriente nacionalista y regionalista que surge en las últimas décadas del siglo XIX, Rucabado practicó un estilo nórdico o montañés, que luego continuaría su discípulo Javier González de Riancho. Él y Aníbal González (1876-1929) protagonizarán dos importantes opciones regionalistas a través de sendas versiones dialectales: montañesa y sevillana, respectivamente, de la arquitectura nacional, y cuyas obras representan la amplitud y complejidad del fenómeno regeneracionista de la época.
No obstante, a lo largo de su trayectoria profesional practicó inicialmente el eclecticismo, luego conectó con las corrientes modernistas del VIII Congreso Internacional de Arquitectos (1908), y fue en su última etapa cuando desarrolló su personal visión regionalista como antítesis de la influencia extranjera en la arquitectura española. De su época modernista son los chalets de Tomás Allende en Indáuchu (1908), el de Enrique Ocio en Cataluña (1909), el de Dámaso Escauriaza en Bilbao (1909), así como el edificio de Vicente González Ibáñez (Edificio González, 1910) en Castro Urdiales, representativo del estilo en su vertiente vienesa.

## Un estilo montañés

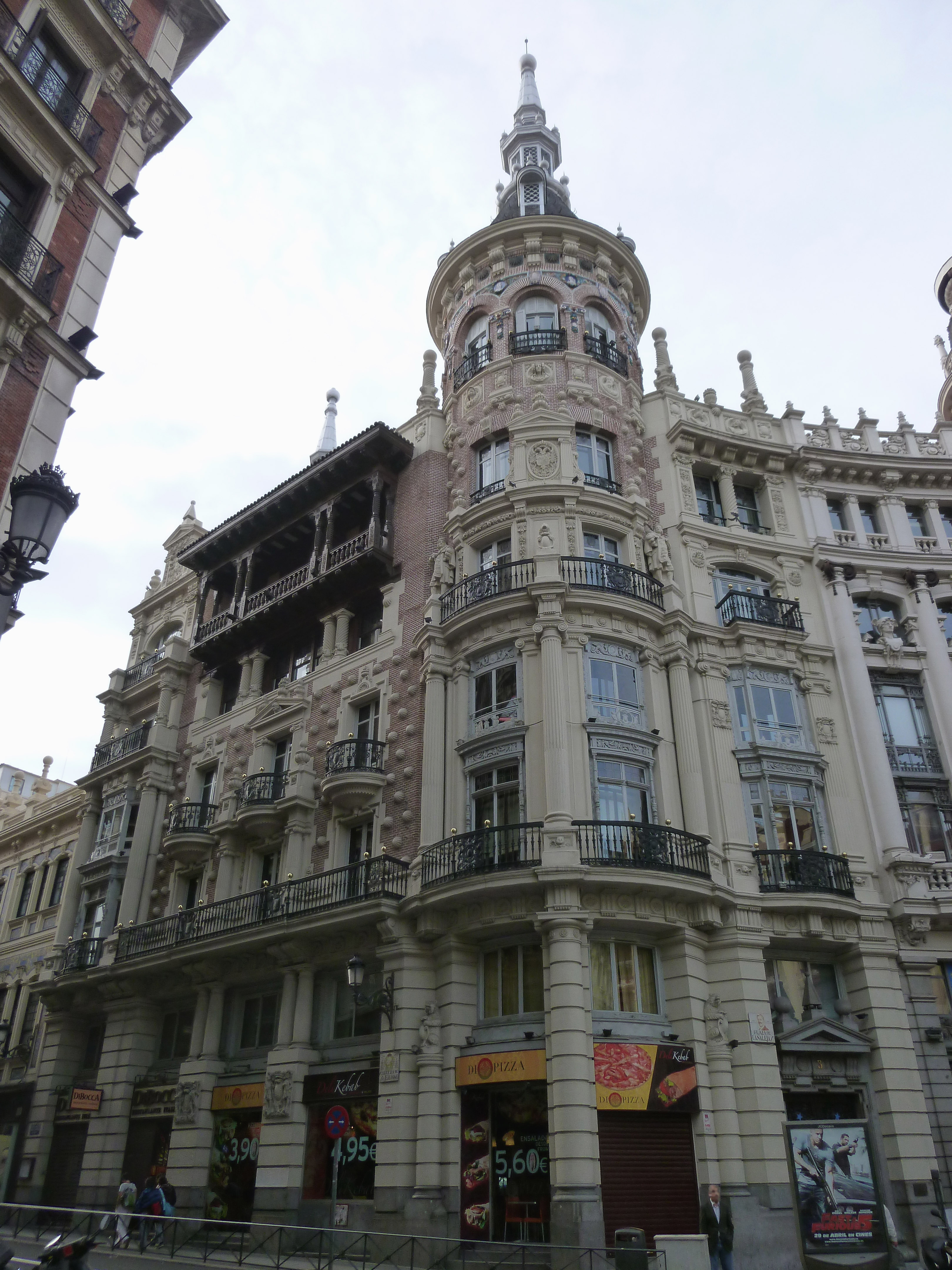
Fachada de la Casa de Allende en la plaza de Canalejas, Madrid

Hacia 1910, cuando cayó bajo la influencia de Vicente Lampérez y Romea, apoyó un mayor acercamiento del historicismo al uso de elementos estilísticos tradicionales. Rucabado hizo un profundo estudio de la arquitectura montañesa de Cantabria que posteriormente aplicó al diseño de casas unifamiliares principalmente.  
Las líneas maestras de su estilo montañés quedaron prefiguradas en su Proyecto de Palacio para un Noble en la Montaña, premiado en el I Salón Nacional de Arquitectura de Madrid de 1911, y culminaron en su Intento de instauración de un estilo arquitectónico español con características de tradición regional de la provincia de Santander, premiado con la Medalla de Oro en la Exposición Nacional de Bellas Artes de Madrid de 1917. Bajo estos presupuestos realizaría su obra más importante en Madrid, el Edificio o Casa de Tomás Allende de la plaza de Canalejas (1916-1920).
Las casas de Rucabado tienen, en general, formas rectangulares con torres cuadradas, con arcadas e imponentes entradas, terrazas de sol con corbels, prominentes aguilones y otras características decorativas, tales como parrillas y escudos de armas. Los ejemplos de esta época incluyen la casa de Tomás Allende (1910) y la de Luis Allende (1914; destruida en 1975) ambas en Bilbao, y la casa de Diez Fernández, La Casuca (1915), y la de Retola, El Solaruco (1916), ambas en Santander. En Madrid diseñó el edificio que albergó las oficinas de los Allende, conocido como Casa de Allende (1916) en la Plaza de Canalejas, en el que aunó el estilo montañés y otros estilos históricos. También es obra suya la Biblioteca de Menéndez Pelayo (1916) en Santander y en esta edificación basó el diseño en el estilo del renacimiento de Juan de Herrera. 
Otras obras importantes de Rucabado fuera de Madrid son el Club Deportivo de Bilbao (1908-09), los chalets de Tomás Allende de Bilbao (1910) y de Las Arenas en Vizcaya (1911), el desaparecido de Luis Allende en Bilbao (1914) y la Biblioteca y casa-museo de Menéndez Pelayo de Santander (1916-1918).
Falleció en 1918. Está enterrado en el cementerio de la Ballena de su localidad natal, en el panteón de la familia de su mujer, los Del Sel, obra del mismo Rucabado.

## Obras

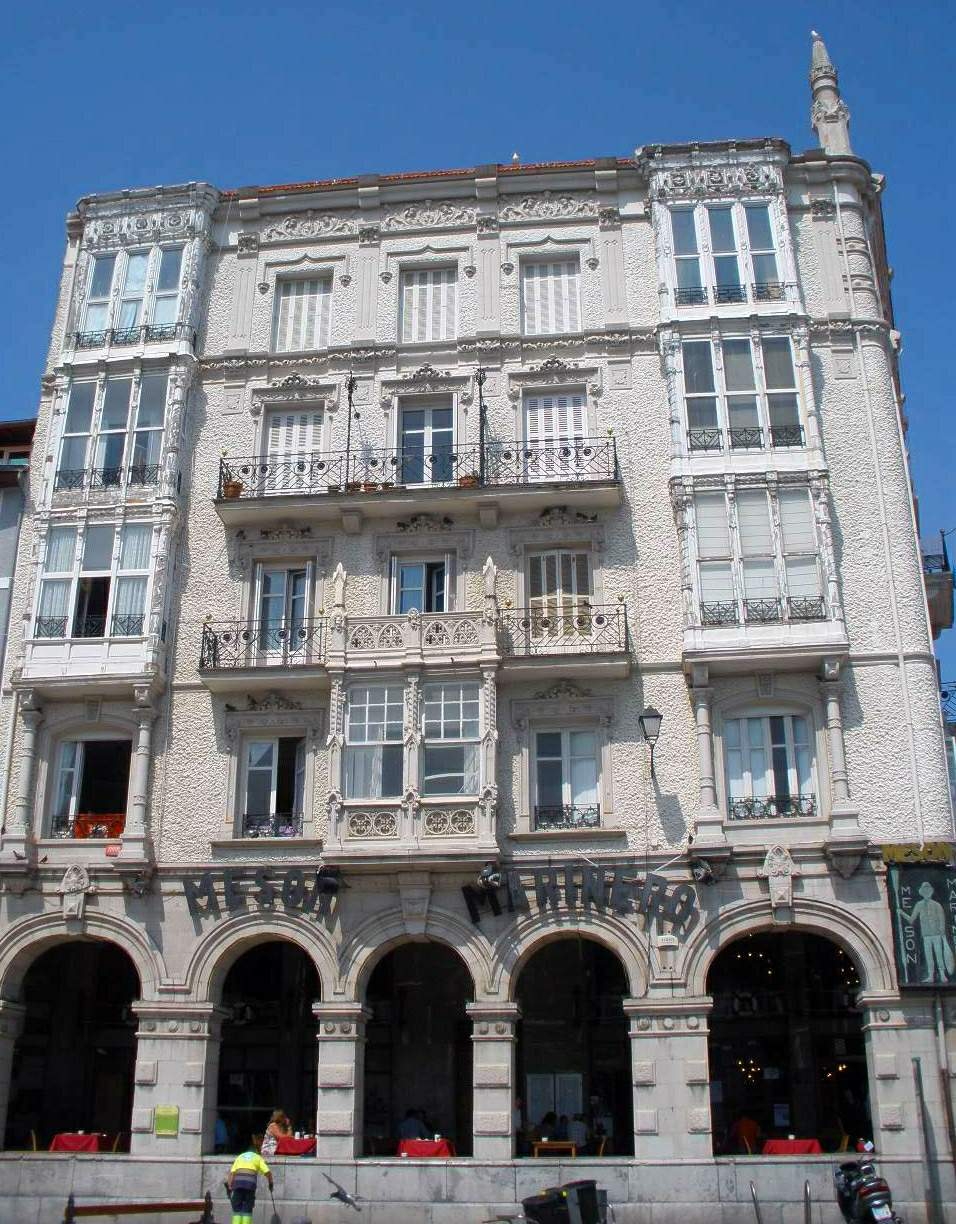
Casa de los Chelines, Castro-Urdiales.

- Casa de los Chelines (1902) - Castro Urdiales. Estilo neogótico e influencia modernista, es uno de los edificios de viviendas más sobresalientes de Castro. Este edificio fue proyectado por el arquitecto bilbaíno Severino Achúcarro, que encargó la dirección de la obra a su discípulo, Leonardo Rucabado. Está situado en la plaza del Ayuntamiento, junto al puerto. El edificio arranca con una arcada que forma los soportales, sobre los cuales se construyeron tres alturas más. En la actualidad, es utilizado como edificio de viviendas (de propiedad particular) y los bajos acogen un restaurante. Fue declarada Bien de Interés Cultural en 1982.

- Chalet Sotileza (1913) - Castro Urdiales. Es la representación madura de la visión que sobre la arquitectura regionalista montañesa tiene Rucabado. Se realiza el proyecto para la familia de su mujer, Emma Del Sel. Se trata del edificio más emblemático de Rucabado que se ha conservado en Castro Urdiales, tras la desaparición del chalet "Monte Olivete", y que presenta las características principales de la Escuela Montañesa, de la que fue creador e impulsor. Sus elementos, torre, solana y portalada, nos recuerdan a las típicas casonas de la Cantabria rural. Fue declarado Bien de Interés Cultural en 1989.

- Biblioteca y casa-museo de Menéndez Pelayo - Santander. La Biblioteca y casa-museo de Menéndez Pelayo constituye, sin duda, la obra más destacada de Leonardo Rucabado en la capital de Cantabria. A la muerte de don Marcelino, el municipio consideró necesario la construcción de un edificio que albergara el legado del polígrafo santanderino a sus vecinos. El interior de la Biblioteca solamente guarda la colección reunida por Menéndez Pelayo. El arquitecto castreño se basó para realizar su obra en el estilo neoclásico, con una construcción de tipo afrancesado y siguiendo estética historicista. Está ubicada en el centro de Santander, próxima al Ayuntamiento. Fue declarada Bien de Interés Cultural en 1982.

- Chalet Allende (1910) - Bilbao de estilo regionalismo montañés.

- Edificio de viviendas en la c/ Ramón y Cajal, 20 (1913) - Bilbao de estilo regionalismo montañés.

- Edificio de viviendas en la c/ Víctor, 1 (1916) - Bilbao de estilo regionalismo montañés.

- Iglesia de Nuestra Señora del Carmen (1911) - Bilbao de estilo historicista

- Chalet para Manuel Moralesen Noja.

- Palacio Eguzkialde en Guecho.